# Saint-Jean-sur-Vilaine
Saint-Jean-sur-Vilaine (bret. Sant-Yann-ar-Gwilen) – miejscowość i gmina we Francji, w regionie Bretania, w departamencie Ille-et-Vilaine.
Według danych na rok 1990 gminę zamieszkiwało 675 osób, a gęstość zaludnienia wynosiła 63 osoby/km² (wśród 1269 gmin Bretanii Saint-Jean-sur-Vilaine plasuje się na 732. miejscu pod względem liczby ludności, natomiast pod względem powierzchni na miejscu 814.).